# 淋巴组织增生
淋巴组织增生（英語：Lymphoid hyperplasia）是指正常淋巴细胞的快速增殖，可能在细菌或病毒感染時发生。这种生长被称为增生，它可能导致包括器官在内的各种组织的增大，或导致皮肤损伤。 

## 淋巴结解剖
淋巴结是沿着淋巴系统存在的小的、被包裹的淋巴器官。它由皮质和髓质组成。皮层也分为外皮层和内皮层（也称为副皮层）。外皮层由B细胞的滤泡组成，因此称为B细胞区。同样，内皮层有T细胞，称为T细胞区。 

## 皮肤增生
可以在滤泡性、肉芽肿性或淋巴网状病理模式中观察到皮肤淋巴组织病变。皮肤淋巴组织增生一般不是恶性的，但在极少数情况下也观察到有关联。 

## 滤泡增生
滤泡增生是对B细胞室的刺激。它是由次级滤泡的异常增生引起的，主要发生在皮层，不涉及淋巴结囊。滤泡在细胞学上是多态的，通常是极化的，大小和形状各不相同。 滤泡增生必须与滤泡性淋巴瘤区分开来（bcl-2 蛋白在肿瘤性滤泡中表达，但在反应性滤泡中不表达）。

## 皮质旁增生
皮层旁增生是对T细胞区的优先刺激。它是由滤泡间区的异常扩张引起的，但局限于淋巴结囊内。室群在细胞学上是多形性的。皮层旁增生可能伴有血管增生。必须与单形T细胞淋巴瘤相区别。

## 鼻窦增生
鼻窦增生是组织细胞（组织巨噬细胞）隔室的优先刺激。组织学特征包括可能是噬血细胞的良性组织细胞使肩胛下窦和实质内窦扩张或充血。鼻窦增生可能与非血淋巴恶性肿瘤有关。其他特征包括鼻窦内存在白色空间和淋巴细胞（大细胞）。

## 并发症
它是阑尾炎的常见来源之一，因为它可能导致阑尾腔阻塞，导致随后的阑尾充满粘液，导致其膨胀和内压增加。其他罕见的病例报告描述了上气道阻塞和全身性自身免疫性疾病。 